# سوزی اشمیت
سوزی اشمیت (آلمانی: Susi Schmid؛ زادهٔ ۲۷ اوت ۱۹۶۰) بازیکن هاکی روی چمن اهل آلمان غربی است.